# معسكر هورسر
معسكر هورسر (أيضًا Horserød State Prison ، Danish: Horserødlejren أو Horserød Statsfængsel ) هو سجن حكومي مفتوح في هورسر، الدنمارك يقع في شمال نيوزيلندا، على بعد حوالي سبعة كيلومترات من هيلسينغورد. تم بناء هورسرفي عام 1917 ، وكان في الأصل سجن للمعسكر، ولا يزال يُشار إلى الموقع باللغة المحلية باسم Horserødlejren (The Horserød Camp). 

## التاريخ

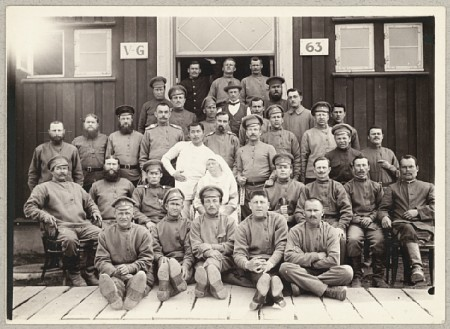
أسرى الحرب الروس في معسكر هورسر

تألف المعسكر في الأصل من حوالي 75 ثكنة خشبية وتم بناؤه في عام 1917 لأسرى الحرب الروس الذين تم نقلهم من ألمانيا والجبهة الشرقية خلال الحرب العالمية الأولى. بعد الحرب، كان المخيم يضم أنواعًا مختلفة من اللاجئين، وفي مرحلة ما تم تحويله إلى معسكر صيفي لأطفال المدارس من الأحياء الفقيرة في كوبنهاغن. 

### الحرب العالمية الثانية
بين 19 أبريل 1940 و2 أغسطس 1941، تم احتجاز 80 مهاجرًا ألمانيًا في مجموعات في معسكر هورسرود قبل إعادتهم إلى ألمانيا. في وقت لاحق حكمت محكمة في هامبورغ على 14 منهم بعقوبة الإعدام، بينما تم احتجاز الباقين في معسكرات الاعتقال النازية.  
في الدنمارك، تم متابعة الشيوعيين لفترة طويلة واعتبارهم تهديدًا للأمن القومي من قبل المؤسسة السياسية، وفي 22 يونيو 1941 ، اعتقلت الشرطة الدنماركية حوالي 300 عضو دنماركي من الحزب الشيوعي في الدنمارك. في كوبنهاغن، احتُجزوا في سجن فيستري بدون تهمة، وفي 20 أغسطس / آب، تم ترحيل 107 من المعتقلين من سجن فيستري إلى معسكر هورسرود، ومن بينهم عضو في البرلمان مارتن نيلسن. في 22 أغسطس 1941، اعتمد البرلمان الدنماركي قانون مناهضة الشيوعية بأثر رجعي.  في 29 أغسطس 1943، أثناء عملية سفاري في جميع أنحاء البلاد، استولى الألمان على المعسكر وفي هذه الحالة، تمكن 95 سجينًا من الفرار، بينما تم ترحيل الـ 150 شيوعًا المتبقيًين فيما بعد إلى معسكر الاعتقال الألماني ستوتثوف.  منذ حوالي سبتمبر من ذلك العام، بدأ الجستابو الألماني باستخدام المعسكر لاحتجاز مختلف أعضاء المقاومة الدنماركية واليهود. على الرغم من أن معسكر هورسل لم يتم وصفه رسميًا على أنه معسكر اعتقال، إلا أنه كان له نفس الوظائف، ولكن على عكس معسكرات الاعتقال الألمانية، لم يتم إدارته بواسطة قوات الأمن الخاصة. 
فر حوالي 6 آلاف يهودي بنجاح على متن قارب من الدنمارك إلى السويد في أكتوبر 1943، ولكن حوالي 500 منهم لم يتمكنوا من ذلك وتم أسرهم من قبل القوات الألمانية. تم إرسال 250 من هؤلاء إلى معسكر هورسل. في 13 أكتوبر 1943، تم ترحيل 175 يهوديًا مسجونًا من هورسرود بالقطار إلى تيريزينشتات. في 23 نوفمبر 1943، تم ترحيل 16 يهوديًا آخرين بالقطار إلى Ravensbrück (نساء وأطفال) وSachsenhausen (رجال) ، تم نقل 14 منهم لاحقًا إلى تيريزينشتات.  كانت عمليات ترحيل اليهود هذه من الدنمارك إلى معسكرات الاعتقال النازية، اثنان من أصل أربعة خلال الحرب العالمية الثانية. وبشكل عام، تم ترحيل 472 يهودي باستخدام هذه القطارات الأربعة. 
في عام 1944، عندما أنشأت الحكومة الدنماركية معسكر سجن Frøslev، تم نقل النزلاء من هورسل إلى هناك. من أبريل 1945، استخدم الألمان معسكر هورسل كمستشفى عسكري للجنود الألمان الجرحى. 

### ما بعد الحرب
من 15 أغسطس 1945 تم استخدام المخيم لاحتجاز الخونة الدنماركيين الذين تعاونوا مع ألمانيا النازية. تم إصدار آخرها في عام 1956. استحوذت مصلحة السجون الدنماركية على معسكر هورسرود عام 1947.  
22 يونيو هو الآن يوم سنوي لإحياء ذكرى اعتقال واحتجاز الشيوعيين الدنماركيين في عام 1941. 

### الوقت الحاضر
كان لمعسكر هورسل العديد من المحتجزين البارزين على مدار تاريخه الطويل. كسجن مفتوح في العصر الحديث، قضى السياسي الدنماركي بيتر بريكستوفت عقوبة بالسجن لمدة عامين هنا من 6. أغسطس 2008. قام بنشر كتاب Mit Horserød (My Horserød) في عام 2009. 